# Neuwirtshaus (Stuttgart)

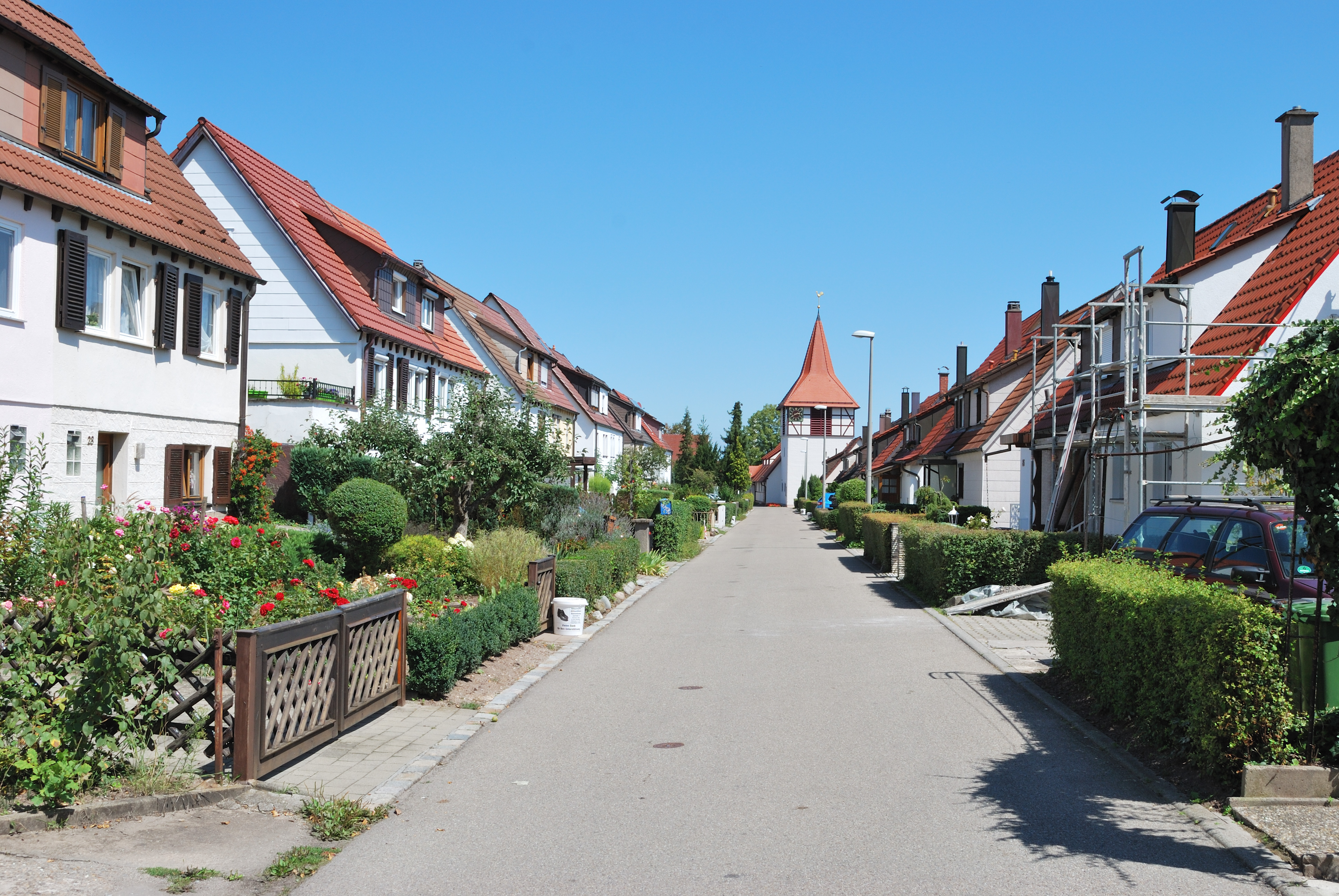
Norderneystraße mit Blick auf die Michaelskirche

Neuwirtshaus ist ein Stadtteil am nordwestlichen Rand der baden-württembergischen Landeshauptstadt Stuttgart. Er gehört zum Stadtbezirk Zuffenhausen, ist 36,2 ha groß und liegt zwischen Korntal und Stammheim. Neuwirtshaus schließt nordwestlich am Industriegebiet Zuffenhausen an, wo sich unter anderem der Stammsitz der Porsche AG und die 1937 eröffnete Bahn-Haltestelle Neuwirtshaus (Porscheplatz) befindet.

## Geschichte
Der Ortsteilname „Neuwirtshaus“ leitet sich von „Neues Wirtshaus“ ab. 1621 wurde der Name „Neues Wirtshaus“ zum ersten Mal erwähnt, zuvor hieß das Gebäude „Herberge an der Elbenstraße“. Die Elbenstraße existierte bereits im 1. Jahrhundert als Römerstraße und verlief ähnlich wie die heutige Schwieberdinger Straße. In der „Herberge an der Elbenstraße“ fanden Fuhrleute Quartier für sich und ihre Pferde. Nach dem Dreißigjährigen Krieg mussten die Freiherren das Rittergut Stammheim an das Haus Württemberg verkaufen. Anschließend war es lange Zeit ein Stützpunkt für Kutschen aller Art. Ab 1857 wurden Zuckerrüben auf dem damaligen „Gut Neuwirtshaus“ angebaut. Die Hofdomänenkammer verpachtete 1858 das Gebäude mitsamt Grundstück für den Anbau an die Stuttgarter Zuckerfabrikanten Adolf Reihlen und Elia Hummel. Bis 1934 wurde das Gut für den Zuckerrübenanbau genutzt und ging durch viele Pächterhände. Durch Familie Locher wurde das Neuwirtshaus im Jahre 1934 wieder seiner ursprünglichen Bestimmung zugeführt und als Gasthaus eingerichtet. Es gab einen Festsaal mit 80 Plätzen und Wirtsstuben im Haus sowie sieben Kastanienbäume rund um das Haus als Schattenspender. 1990 wurde das alte Neuwirtshaus, das dem Ortsteil seinen Namen verliehen hatte, abgerissen, nachdem es brandbeschädigt war und längere Zeit leer gestanden hatte. Der Neubau wurde in seinem Stil dem alten Neuwirtshaus nachempfunden und dient heute als Hotel und Restaurant.
Die sogenannte Neuwirtshaussiedlung besteht noch heute fast ausschließlich aus ehemals sehr ähnlichen Doppelhaushälften (ausgemauerte Fachwerkhäuser) mit nach heutigem Standard einfacher bis mittlerer Ausstattung, die in den Jahren 1933 bis 1937 erbaut wurden. Die ehemalige Domäne Neuwirtshaus des Hauses Württemberg umfasste bei ihrer Entstehung rund 7,5 ha und bestand aus 306 Siedlerstellen. Bauträger war die 1933 gegründete Stuttgarter Siedlungsgesellschaft mbH (SSG), heute SWSG (Stuttgarter Wohnungs- und Städtebaugesellschaft), die sich zum Ziel gesetzt hatte, zur Bewältigung der Massenarbeitslosigkeit „auf gemeindeeigenem, an den Stadträndern gelegenem Gartenland Kleinwohnhäuser mit Stallungen zu errichten und den Erwerbslosen dort mit ihren Familien gleichzeitig Heimstatt, Existenzsicherung und eine nutzbringende Tätigkeit zu bieten, indem man u. a. die Bewirtschaftung einer Siedlerstelle gegen geringen Miet- oder Pachtzins überließ.“ Den Siedlern wurde daher das Land nach dem Prinzip des Erbbaurechts verpachtet, damit sich auch Bewohner mit wenig Eigenkapital ein Siedlerhaus leisten konnten.
Am 1. April 1931 wurde Zuffenhausen (einschließlich von Neuwirtshaus und des Geländes der späteren Rotwegsiedlung) nach Stuttgart eingemeindet. 1961 erhielt Neuwirtshaus den Status eines Stadtteils von Zuffenhausen.

## Infrastruktur

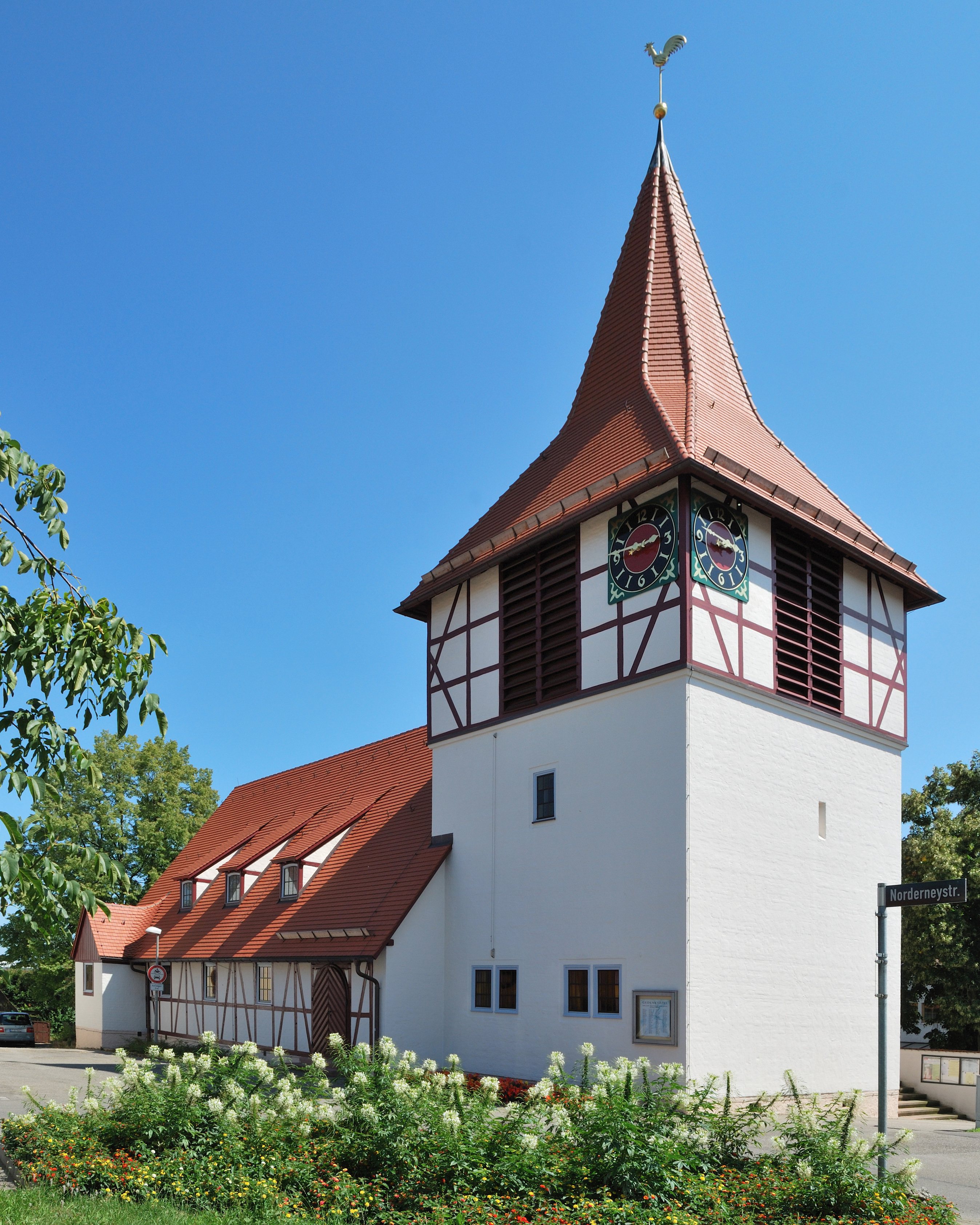
Michaelskirche

Neuwirtshaus hat eine Grundschule (erbaut 1934–35 von Architekt Heintel Wilhelm) und eine städtische Kindertagesstätte. Im Zentrum steht das Kulturdenkmal evangelische Michaelskirche, die 1938 von Professor Paul Heim, einem Schüler Paul Bonatz’ im skandinavischen Stil erbaut wurde. Wegen des bevorstehenden Krieges wurde sie mit einer verstärkten Betondecke versehen und passt, nicht zuletzt aufgrund ihrer Fachwerkskonstruktion, zu den anderen Siedlungshäusern. In den Jahren 1940–41 wurde ein sogenanntes „Luftschutzhaus“ direkt neben der Kirche errichtet, ein Hochbunker mit Keller, der ebenfalls als Kulturdenkmal gilt und 730 Plätze umfasst.
Neben den Doppelhäusern mit ihren relativ großen Grundstücken prägen Kleingärten und der Rand des Seewalds das Bild von Neuwirtshaus.
Die Siedlergemeinschaft Neuwirtshaus e. V. vertritt die Interessen der Bewohner.

## Bevölkerung

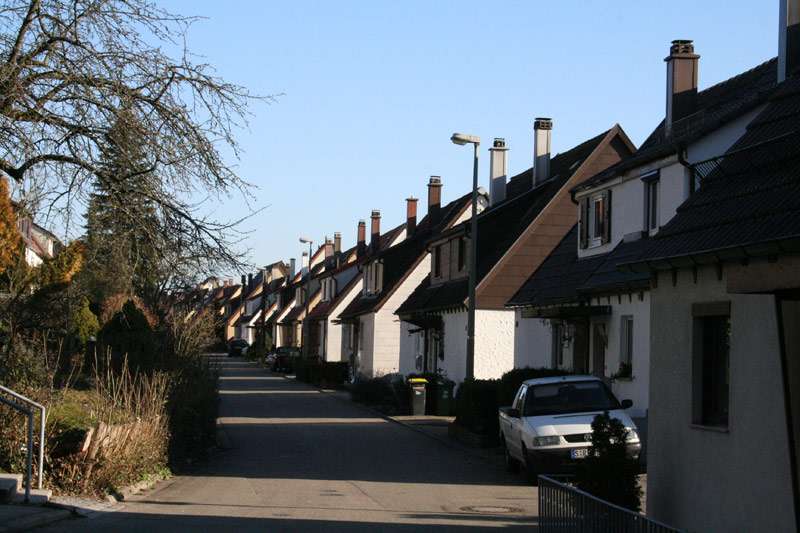
Halligenstraße

2007 lebten in Neuwirtshaus 855 Menschen. Neuwirtshaus hatte 2006 im Vergleich zum Stadtbezirk Zuffenhausen signifikant niedrige Werte beim Ausländeranteil von nur 4 % (Zuffenhausen 2005: 27 %) und einem Anteil an Einpersonenhaushalten von nur 28 % (Zuffenhausen 45 %). Die Arbeitslosenquote lag mit 5,0 % deutlich unter der der Stadt Stuttgart (13,6 %) und des Bezirks Zuffenhausen (15,7 %).
Aufgrund des relativ hohen Anteils älterer Einwohner (Durchschnittsalter 2005: Stuttgart: 41,7 Jahre, Zuffenhausen: 41,3, Neuwirtshaus: 45,9) sank die Einwohnerzahl Neuwirtshaus’ bis vor wenigen Jahren statistisch vergleichsweise stark.
| Jahr | Einwohner Neuwirtshaus |
| ---- | ---------------------- |
| 1935 | 1462                   |
| 1980 | 1079                   |
| 1990 | 912                    |
| 1993 | 826                    |
| 2005 | 870                    |
| 2007 | 855                    |
| 2020 | 824                    |
| 2023 | 851                    |

## Verkehr
Neuwirtshaus liegt an der Bundesstraße 10 und nahe der Anschlussstelle Stuttgart-Zuffenhausen der Bundesautobahn 81.
Am Bahnhof Neuwirtshaus (Porscheplatz) halten die Linien S 6 (Weil der Stadt–Stuttgart-Schwabstraße) und S 60 (Böblingen–Renningen–Stuttgart-Schwabstraße) der S-Bahn Stuttgart. Die Bedienung des Haltepunkts durch die Strohgäubahn wurde 2012 eingestellt und soll gegebenenfalls nach Fertigstellung von Stuttgart 21 wieder erfolgen.
Es verkehren Busse der Stuttgarter Straßenbahnen (SSB) und der Württembergischen Eisenbahn-Gesellschaft (WEG). Die Bus-Linien 52, 90 und 612 verbinden die Haltestelle Borkumstraße/Neuwirtshaussiedlung mit Zuffenhausen, Bad Cannstatt, Korntal, Münchingen und abends auch mit Stammheim.